# Медведково (городской округ Клин)
Медведково — деревня в Клинском районе Московской области, в составе Городского поселения Клин. Население — 33 чел. (2010). До 2006 года Медведково входило в состав Спас-Заулковского сельского округа.

## Расположение
Деревня расположена в северной части района, примерно в 11 км к северо-западу от города Клин, высота центра над уровнем моря 154 м. Ближайшие населённые пункты — примыкающий на северо-востоке Спас-Заулок и Вельмогово в 100 м на север. Через деревню проходит региональная автодорога 46К-0280 (автотрасса М10 «Россия» — Высоковск).

## Население
| 2002 | 2006 | 2010 |
| ---- | ---- | ---- |
| 30   | ↗36  | ↘33  |